# エドガー・ホーネットシュレッガー
エドガー・ホーネットシュレッガー（Edgar Honetschläger, 1963年 - ）は、オーストリア出身の映画監督。

## 映画[1]

### 監督
- オムシュ (2013)
- 阿吽 (2011)
- 北京の休日(2007)
- The Audience (2006)
- アーニー(2005)
- Il mare e la torta (2003) aka Das Meer und der Kuchen (オーストリア)
- Enduring Freedom (2002)
- L + R (2000)
- ミルク (1997)

### 脚本家
- Erni (2005)
- Il mare e la torta (2003) aka Das Meer und der Kuchen (オーストリア)
- Enduring Freedom (2002)
- Milk (1997)

### プロデューサー
- アーニー (2005)
- Il mare e la torta (2003) aka Das Meer und der Kuchen (オーストリア)
- Enduring Freedom (2002)
- ミルク (1997)

### 撮影監督
- Il mare e la torta (2003) aka Das Meer und der Kuchen (オーストリア)
- Enduring Freedom (2002)

### 役者
- 北京の休日(2007)

### 短編
- Enduring Freedom (2002)
- 'ハリウッドにいるジョージ(2002)